# 마가렛 시벨라 브라운
마거릿 시벨라 브라운(영어: Margaret Sibella Brown, 1866년 3월 2일~1961년 12월 16일)은 캐나다의 이끼학자로, 노바스코샤 주에 자생하는 이끼류 및 간균류 연구에 집중하였다. 제1차 세계 대전 당시 면 부족으로 인해 수술용 붕대에 사용된 습지이끼를 채집하는 활동에 참여하며 초기 경력을 시작하였다. 전쟁 이후에는 유럽, 카리브해, 미국, 캐나다 등지에서 이끼를 수집하고, 세계 여러 지역의 이끼류를 연구하였다. 그녀는 자신이 채집한 표본뿐 아니라 다른 연구자들이 수집한 표본을 정리하여 학술지에 여러 논문을 발표하였다. 그녀가 수집한 표본은 현재 북미 및 유럽의 주요 허바륨에 보관되어 있다.
브라운은 상류층 가정에서 태어나 핼리팩스, 슈투트가르트, 런던에서 교육을 받았다. 정식 과학 교육을 받지는 않았지만, 이끼학 분야에서의 공헌과 노바스코샤 지역의 이끼 및 간균류에 대한 전문성으로 인정받았다. 84세가 되던 해, 그녀는 애커디아 대학교로부터 명예 석사 학위를 받았으며, 박사 학위 수여 제안은 고사하였다. 1961년, 그녀는 95세의 나이로 핼리팩스 자택에서 사망하였다. 2010년에는 노바스코샤 과학 명예의 전당에 헌액되었다.

## 가족과 초기 생활

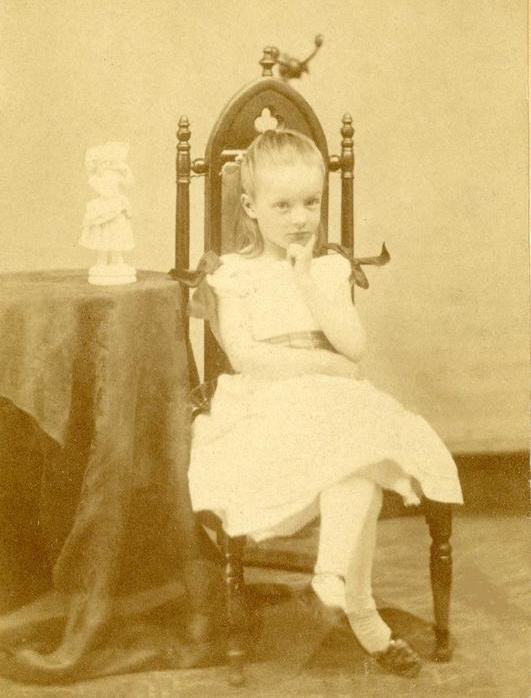
7살의 브라운

마가렛 시벨라 브라운은 1866년 3월 2일, 캐나다 노바스코샤 주 시드니 마인스에서 태어났다. 마거릿은 쌍둥이 자매 엘리자베스와 함께 다섯 자녀 중 장녀였으며, 이후 애니, 리처드, 릴리안이 태어났다. 그녀의 가족은 1826년에 조부가 지은 비치 힐이라는 집에서 살았으며, 이곳은 1901년까지 브라운 가문의 거주지였다.
마거릿의 아버지 리처드 헨리 브라운은 그 지역에 위치한 제너럴 마이닝 협회의 석탄 광산에서 총지배인으로 근무했으며, 그의 아버지 리처드 또한 같은 직책을 맡았었다. 조부 리처드는 런던 지질학회와 왕립지리학회의 회원이었으며, 케이프브레턴 지역과 석탄 산업의 역사에 관한 여러 권의 저서를 집필하였다.

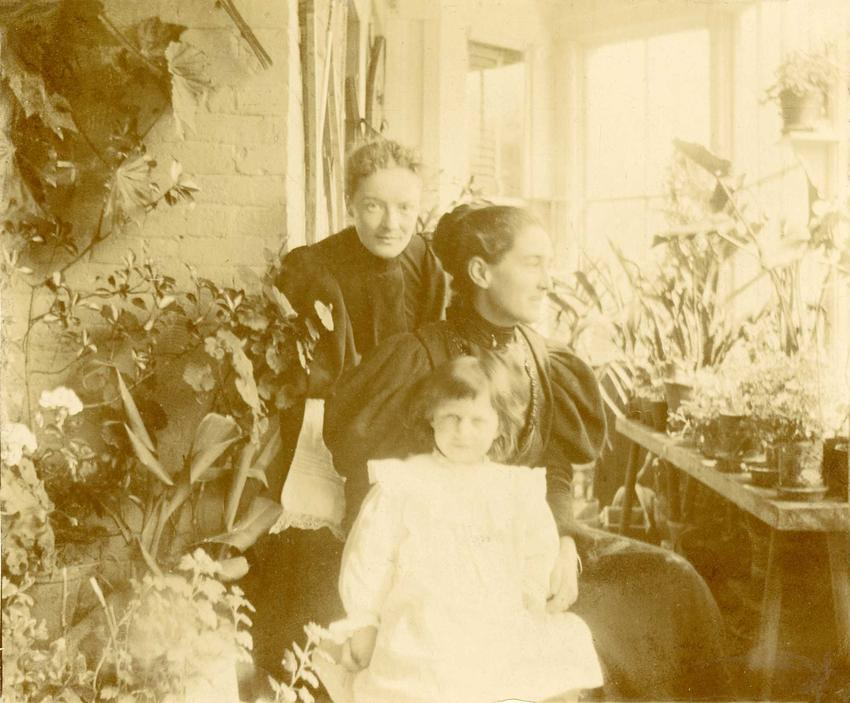
브라운과 그녀의 쌍둥이 자매 엘리자베스, 그리고 신원 미상의 아이

브라운은 핼리팩스에 위치한 성공회 계열 여학교와 킹스칼리지에서 초기 교육을 받았으며, 학사 학위를 취득하였다. 이후 1883년부터 1884년까지 독일 슈투트가르트에 있는 상류층 여성 대상 교육기관인 앵글로-독일인 기관에서 수학하였고, 런던에서는 프랑스어와 도자기 채색 과정을 이수하였다. 1885년 노바스코샤로 돌아온 이후에는 현재 NSCAD 대학교로 알려진 빅토리아 미술 디자인 학교에서 공부하였다.
브라운은 결혼하지 않았다. 노바스코샤 초기 정착 가문에 대한 전기에서 메리 바이어스는 “브라운 가문의 한 후손은 시드니 마인스의 높은 사회적 지위가 적절한 배우자를 찾기 어렵게 만들었을 수 있다고 말했다”고 서술하였다.

## 과학적 경력
브라운은 이끼학자로서 주로 노바스코샤에 자생하는 이끼류와 간균류를 수집하고 분류하는 데 주력하였다. 2024년, 바스킬은 한 모노그래프에서 “브라운은 노바스코샤의 선태식물에 대한 지식을 풍부하게 확장했으며, 수십 종의 새로운 종과 수백 곳의 새로운 자생지를 기록했다”고 평가하였다. 그녀의 주요 활동 지역은 케이프브레턴이었지만, 트리니다드, 푸에르토리코, 스페인, 프랑스, 자메이카 등지에서도 표본을 수집하였다. 이 과정에서 그녀는 뉴욕식물원의 공동 설립자인 너새니얼 로드 브리튼과 그의 부인이자 설리번트 이끼학회의 공동 창립자인 엘리자베스 거트루드 브리튼, 그리고 영국의 식물학자 조지프 에드워드 리틀과 협력하였다.
1922년 1월, 브라운은 엘리자베스 및 네이선 브리튼과 함께 푸에르토리코의 코아모 스프링스로 탐사 여행을 떠났으며, 이 탐사 보고서는 4월 뉴욕식물원 저널에 실렸다. 해당 보고서에는 총 1,304개의 채집 번호로 분류된 약 4,000점의 표본이 포함되었다. 이 탐사 과정에서 발견된 한 종의 초본식물은 그녀를 기려 Pilea margarettae(마거릿트클리어위드)라는 이름이 붙여졌다.

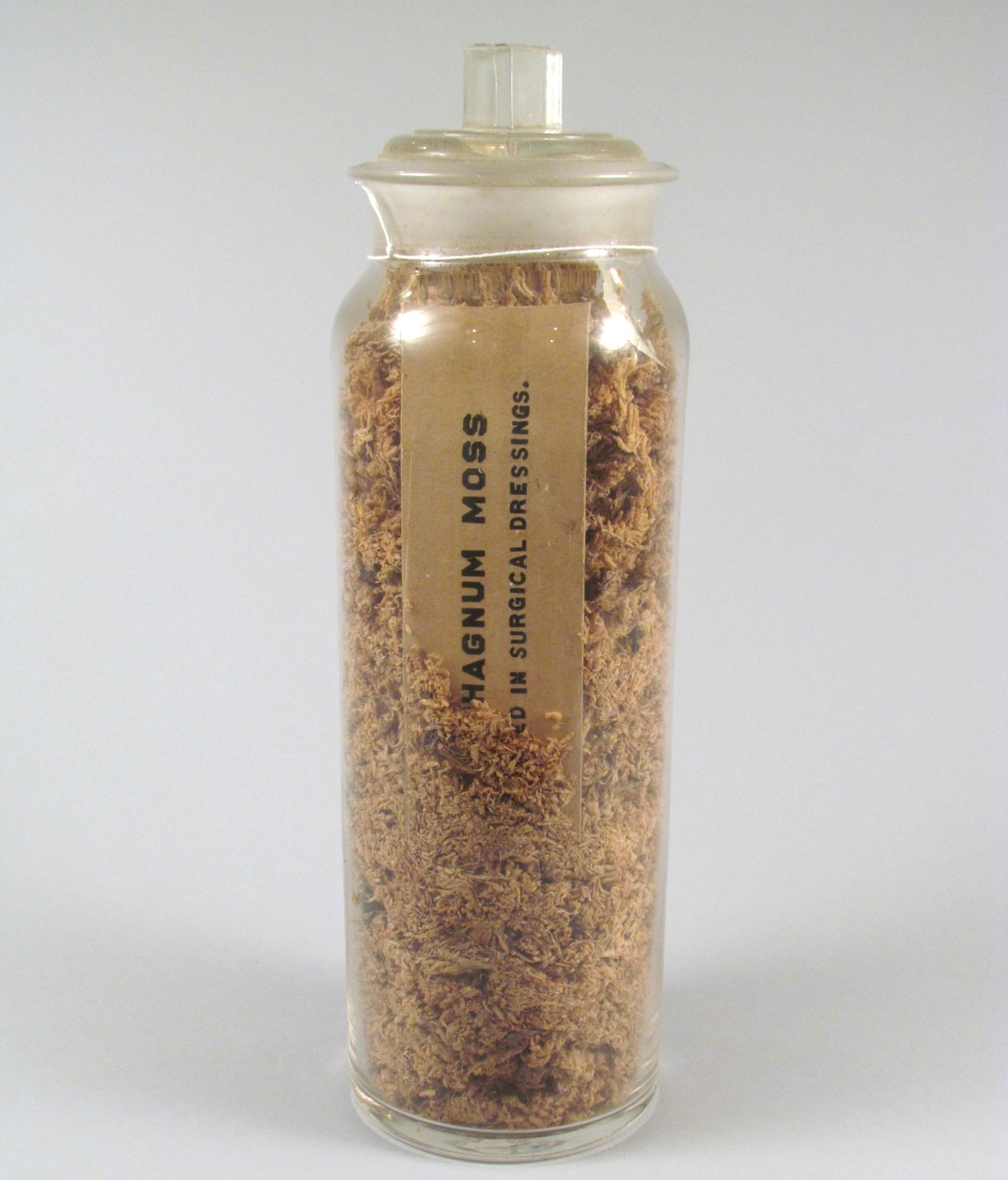
수술용 붕대로 사용하기 위한 습지이끼 샘플

브라운이 활동하던 시기는 여성 과학자가 드물었던 시기였다. 그녀의 과학 경력은 제1차 세계 대전 중 시작되었으며, 당시 그녀는 캐나다 적십자사 핼리팩스 지부의 명예 사무총장이자 자원 간호부대의 간호사로 복무하고 있었다. 당시 수술용 붕대를 제작하는 데 필요한 면의 공급이 부족하자, 대체 재료로서 습지이끼의 활용 가능성이 제기되었다. 습지이끼는 청동기 시대부터 상처 치료에 사용되어 왔으며, 전쟁 중에는 가스괴저의 발생을 억제하는 효과가 관찰되면서 널리 사용되었다. 당시에는 이끼가 자신의 무게보다 최대 25배까지 체액을 흡수할 수 있다는 점 때문에 세균 감염을 막는다고 믿었지만, 현대 연구에 따르면 이끼에 포함된 다당류가 세균의 성장과 독소 작용을 억제하는 데 영향을 미치는 것으로 밝혀졌다.
토론토대학교의 식물형태학 교수였던 로버트 보이드 톰슨은 브라운에게 노바스코샤 지역의 이끼 수집 활동을 총괄해 달라고 요청하였다. 당시 캐나다에서 의료용으로 가장 적합한 습지이끼는 브리티시컬럼비아와 노바스코샤 지역에서 발견되었다. 브라운과 톰슨은 노바스코샤 주 아리샤트에서 이끼를 가공하여 상처 치료용 붕대와 구급차용 매트리스로 사용할 수 있도록 준비하는 프로젝트를 공동으로 진행하였다. 이러한 경험을 바탕으로, 브라운은 이후 해당 주제에 대해 최소 여덟 편 이상의 과학 논문을 발표하였다.

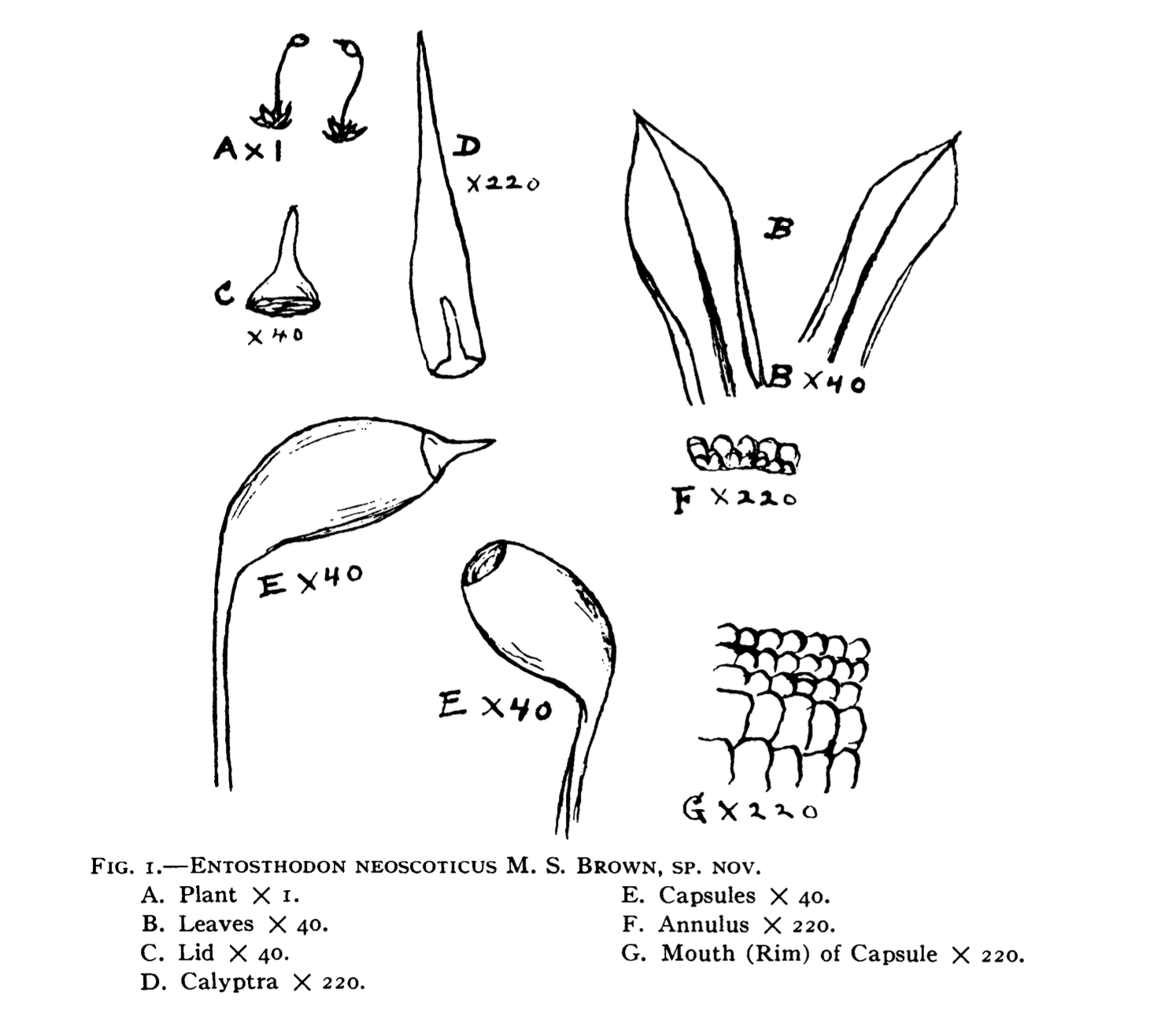
브라운의 1932년 논문에 실린 습지이끼의 스케치들

브라운의 가장 초기 논문으로 알려진 것은 1924년에 발표된 논문으로, 조지아주 토머스빌에서 겨울 동안 채집한 간균류에 대한 조사 내용을 담고 있다. 이 논문은 그녀가 58세였을 때  더 브라이올로지스트에 게재되었다. 1932년에는 노바스코샤주 페기스코브에서 1928년에 채집한 표본을 바탕으로 새로운 이끼 종인 습지이끼를 기술하였으나, 이 종은 1955년 크럼과 앤더슨에 의해 Pottia randii로 재분류되었다. 1936년에는 이전 보고서 이후 7년 동안 새롭게 발견된 25종을 포함한 노바스코샤 지역의 이끼류 및 간균류에 대한 포괄적인 목록을 발표하였다. 1937년에는 박물학자 윌리엄 베이컨 에번스가 시리아에서 수집한 이끼 표본들을 분류한 논문을 출판하였다.
브라운은 모스 익스체인지 클럽(현재의 영국이끼학회)과 설리번트 모스 소사이어티(현재의 미국 이끼·지의류학회) 회원으로 활동하였다. 또한 핼리팩스 식물 애호가 협회 회장을 지내기도 했다.

1950년 한 인터뷰에서 브라운은 자신을 실용적인 식물학자라고 표현하며 다음과 같이 말했다.

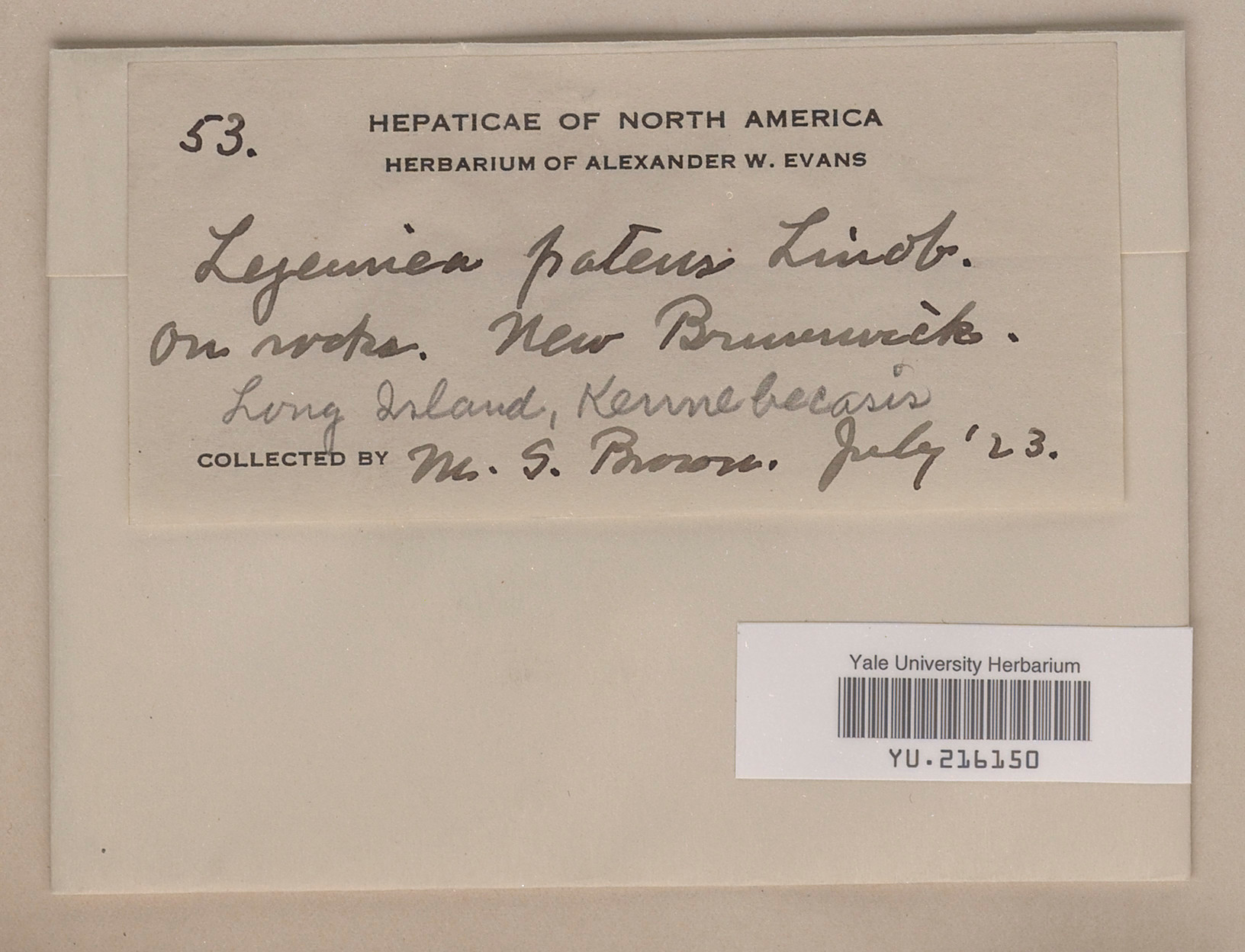
예일대학교 허바륨에 보관되어 있는 브라운의 표본

"그냥 조그마한 것들을 찾아 집으로 가져오고, 유리 아래에 두고 분류하는 거예요. 전부 분류되어야 하죠. 물론, 현미경 없이는 전혀 보이지 않는 것도 있어요."
그녀는 이것을 어디까지나 취미로 여겼다고 강조했으나, 이는 사실상 전업에 가까웠다. 자신이 발견한 습지이끼에 대해 말하며 이렇게 설명했다.
"그게 자라고 있었어요. 조금 달라 보이길래 집으로 가져왔죠. 이 지역 고유종이라서 ‘네오 스코티엔’이라고 이름 붙였어요."
애커디아 대학교의 E.C. 스미스 허바륨에는 브라운이 수집한 이끼 1,779점, 간균류 858점, 지의류 53점이 소장되어 있다. 캐나다 내에서 그녀의 표본을 보관하고 있는 다른 허바륨으로는 댈하우지 대학교, 뉴브런즈윅 박물관, 노바스코샤 자연사 박물관, 앨버타 대학교의 데보니언 식물원 등이 있다. 캐나다 외 지역에서도 그녀의 표본은 뉴욕 식물원, 피바디 자연사 박물관, 하버드 대학교 허바륨과 런던의 대영 박물관에 소장되어 있다.

## 수상 및 공로
브라운은 1950년 5월 16일, 84세의 나이에 애커디아 대학교로부터 명예 문학석사 학위를 수여받았다. 당시 대학 측은 명예 박사 학위를 제안했으나, 그녀는 이를 사양하고 문학석사를 선택하였다. 졸업식 프로그램에는 그녀가 “아마도 캐나다 연해주 지역에서 가장 권위 있는 이끼 및 간균류 전문가일 것”이라는 문구가 적혀 있었다. 이 학위는 브라운이 자신의 선태식물류 표본 컬렉션을 기증한 공로와, 그녀의 평생을 이 분야에 바친 점을 기려 수여되었다. 이 기증은 그녀의 제자였던 존 어스킨의 제안에 따라 이루어졌다. 1993년 브루스 배그넬 등은 브라운과 어스킨을 “열정적인 노바스코샤의 아마추어 선태식물학자”로 묘사했으며, 노바스코샤 자연사 박물관은 두 사람이 “노바스코샤 지역의 선태식물 연구에 중요한 기여를 했다”고 평가했다. 어스킨은 1968년 노바스코샤 박물관 학예연구보조로 활동하며 다음과 같이 적었다:
“1922년부터 약 25년 동안 브라운 양은 노바스코샤 이끼 연구를 이어갔고, 이 기간 중 이 지역의 이끼에 대해 무언가를 배운 사람이라면 그녀의 지식과 친절함에 크게 빚지고 있다.”
1934년, 브라운은 빅토리아 예술디자인학교로부터 명예 학위를 받았는데, 이는 새로운 캠퍼스 설립을 위한 기금 조달 활동에 기여한 공로를 인정한 것이었다. 그녀는 이후 해당 학교의 이사회에서 활동하며 교육 위원으로도 참여했다. 1976년 미국 이끼 및 지의류학회 연례회의에서 발표된 초청 논문에서는 브라운을 “북미에서 가장 중요한 이끼학자 및 수집가 중 한 명”으로 평가하며, “이끼학 분야에 가장 오래 지속될 영향을 남긴 인물”로 언급하였다. 그녀는 2010년, 사후에 노바스코샤 과학 명예의 전당에 헌액되었다.

## 사망
브라운은 1961년 11월 16일, 핼리팩스 자택에서 만성 기관지염에 따른 폐렴으로 사망하였다. 사망일에 대해서는 다소 이견이 있는데, 대부분의 자료는 11월 15일로 기록하고 있으나, 사망 진단서에는 11월 16일로 명시되어 있다. 향년 95세였으며, 사망 당시에는 노바스코샤 과학연구소의 최고령 회원이었다.

## 노트
1. ↑  브라운의 가운데 이름은 출처에 따라 Sibella, Sybella, 또는 Sebella로 다양하게 표기된다. 그녀의 사망진단서에는 Sebella로 기재되어 있으나, 이 문서에서는 Sibella라는 표기를 사용하였다. 이는 그녀의 과학 경력을 다룬 출처들에서 가장 일관되게 사용된 표기이기 때문이다.[1]
2. ↑  채집 번호는 특정한 장소와 시간에 수집한 표본 묶음을 식별하는 번호이다.[14]
3. ↑  연해주 지역은 캐나다 연해주를 지칭한다.
4. ↑  이끼학은 이끼에 대한 연구를 뜻하는 드물게 사용되는 용어로, 라틴어 "muscus"에서 유래했다.[35]